# SN 2004af
SN 2004af – supernowa typu Ic odkryta 18 lutego 2004 roku w galaktyce A053803-2359. W momencie odkrycia miała maksymalną jasność 22,50m.